# Якшино (Новгородская область)
Якшино — деревня в Шимском районе Новгородской области в составе Подгощского сельского поселения.

## География
Находится в западной части Новгородской области на расстоянии приблизительно 13 км на юго-запад по прямой от районного центра поселка Шимск.

## История
В 1909 году здесь (деревня Старорусского уезда Новгородской губернии) было учтено 23 двора.
Была отмечена также на карте 1942 года.

## Население
Численность населения: 182 человека (1909 год), 12 (русские 100 %) в 2002 году, 7 в 2010.